# تاهلة
تاهلة مدينة في شمال المغرب ،في الشمال قبائل ايت وراين في مركز زراردة، في الجنوب قبائل ايت سغروشن في مركز بويبلان، في الغرب قبائل الحياينة في مركز مطماطة، وقبائل بني سادن في مركز بئرطمطم، تنتمي إلى إقليم تازة، شرقي مدينة فاس، تضم دائرة تاهلة أزيد من 25.655 نسمة (إحصاء 2004).و تعرف المدينة بجمال طبيعتها ووفرة ينابيع المياه بها، فيها واد بوزملان مع واد العطشان يتميزان بكثرة المياه، واد مطماطة قليل الجريان واد عين زقور شبهه جاف كلها : تفرغ في سد سبو أعلى مرتفع في المنطقة مرتفع عين زن.

## أعلام
- أحمد بوطالب